# Sapientia Erdélyi Magyar Tudományegyetem
A Sapientia Erdélyi Magyar Tudományegyetem (röviden Sapientia EMTE, ejtsd: szapiencia) egy 2000-ben alapított magyar tannyelvű romániai magánegyetem. Működésének fő támogatója a magyar állam. Az egyetem kolozsvári, marosvásárhelyi, csíkszeredai és sepsiszentgyörgyi helyszínnel működik. Az első felvételi vizsgákat 2001-ben tartották.
Az egyetem központi hivatalai – Rektori Hivatal, Gazdasági Főigazgatóság, illetve az egyetemet fenntartó Sapientia Alapítvány – Kolozsvárott működnek Bocskai István szülőházában.
Az Ad-Astra Társaság kimutatásai szerint a 2002–2011 közötti időszakban a kutatás terén a Sapientia EMTE a 28 romániai magánegyetem között az első (47%-os részaránnyal), a 75 (állami és magán) egyetem között a 20., míg az ország 789 kutató egysége között a 43. helyen áll. 2022-ben a romániai egyetemek között a 21. helyett foglalta el az UniRank nemzetközi felsőoktatási adatbázis szerint.
Végleges akkreditációval rendelkező kisméretű felsőoktatási intézmény 2012 óta, mely Európai Felsőoktatási Térség előírásainak megfelelően alap- és mesterképzést nyújt. A diákok létszáma a 2022/2023-as tanévben mintegy 2100 fő volt.

## Az egyetem rövid kronológiája[6]

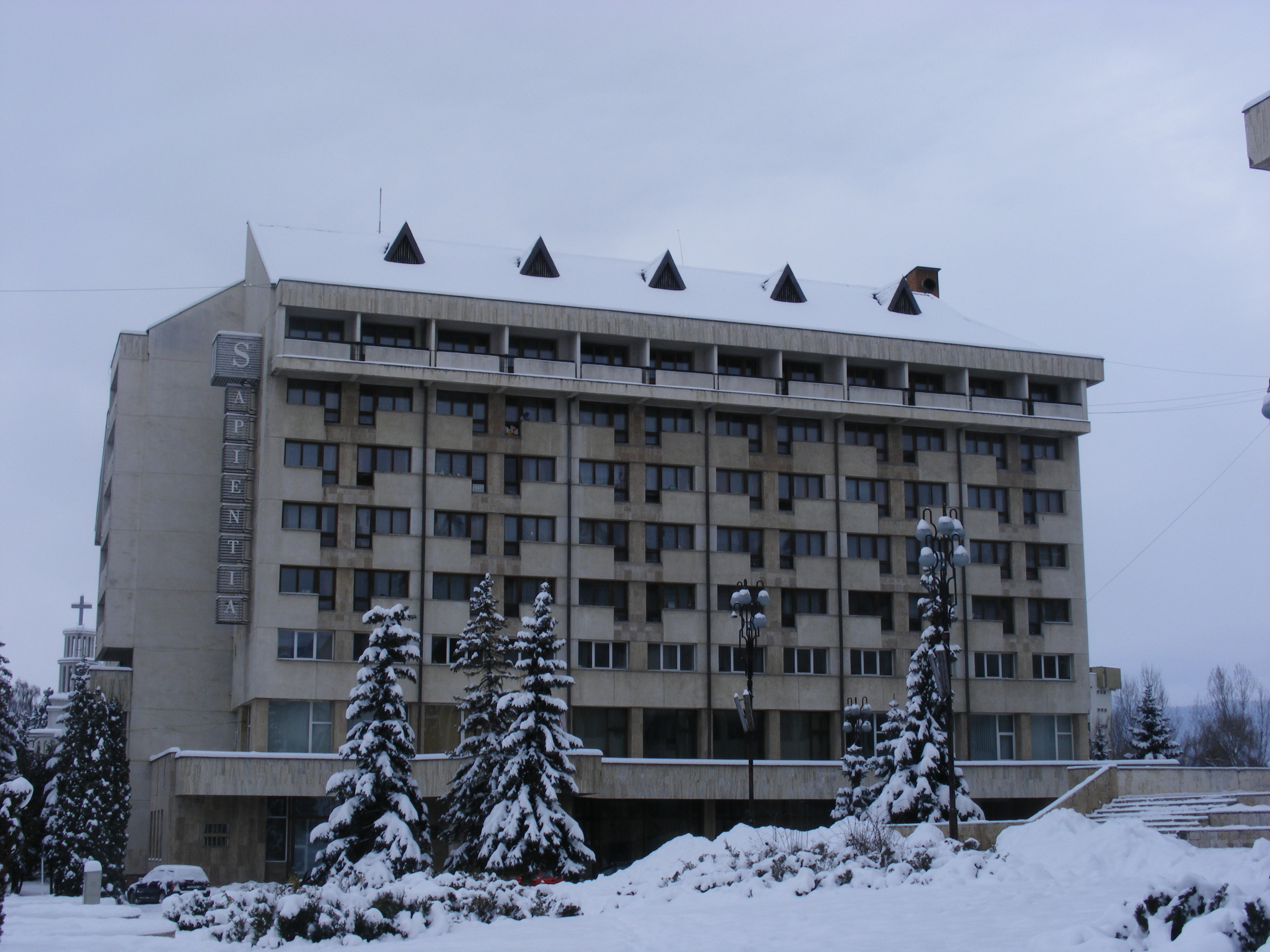
Az egyetem csíkszeredai épülete télen

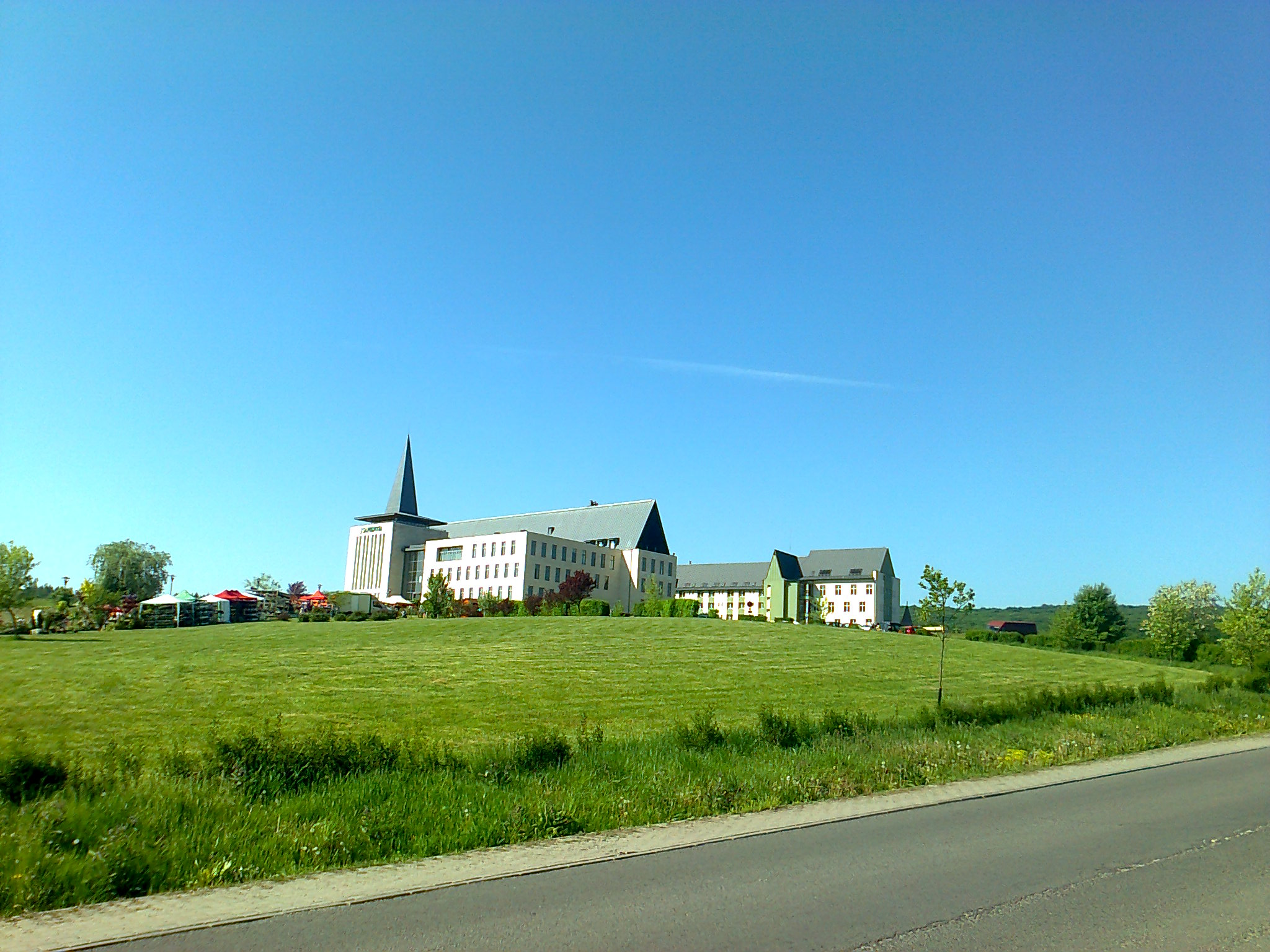
Az egyetem marosvásárhelyi épületei

A kolozsvári kar épülete (jobb szélen a Szabók bástyája)

- 2000. január 13. Az erdélyi magyar történelmi egyházak döntöttek a Sapientia Alapítvány létrehozásáról, amelynek célja a Romániai Alapítványi Magánegyetem szervezése és kiépítése volt. A magyar országgyűlés a 2000. évre szóló költségvetésben 2 milliárd forint támogatást hagyott jóvá az erdélyi egyházi hátterű magánegyetem felállításához és évi működtetéséhez. Ez 2014-től évi 2,2 milliárd forint működésre és 1,7 milliárd fejlesztésre.[7][8]
- 2000. október 7. A Sapientia Alapítvány kuratóriuma elfogadta, hogy az indítandó egyetemen az oktatás négy helyszínen (Csíkszereda, Kolozsvár, Marosvásárhely és Nagyvárad) folyik, s egyben döntöttek az alapítvány csíkszeredai és marosvásárhelyi fiókjainak létrehozásáról.
- 2000. december 6. Kolozsváron létrehozták a Kutatási Programok Intézetét (KPI), amely az alapítvány fiókszervezeteként működött.
- 2001. május. A bukaresti akkreditációs bizottság megadta az ideiglenes működési engedélyt az Erdélyi Magyar Tudományegyetem (EMTE) első szakjainak.
- 2001. június 6. Az alapítvány kuratóriumának határozata szerint a létrehozandó egyetem megnevezése Sapientia Erdélyi Magyar Tudományegyetem (románul: Universitatea Sapientia) lesz. Az egyetem szenátusa első ülésén elfogadta a Sapientia EMTE chartáját, felvételi szabályzatát, valamint ösztöndíjszabályzatát, s megkezdték a felvételik előkészítését.
- 2001. október. A hónap első napjaiban nyitotta meg kapuit a Partiumi Keresztény Egyetem (Nagyvárad) és az Erdélyi Magyar Tudományegyetem (Kolozsvár, Csíkszereda és Marosvásárhely). Az EMTE központja és rektori hivatala Kolozsvárott, a fenntartó Sapientia Alapítvány székhelyén működik. Az első tanévben Nagyváradon 800, Marosvásárhelyen 165, Csíkszeredában 209 diák kezdte meg felsőfokú tanulmányait.
- 2002. január 24. A magyar Oktatási Minisztérium hozzáférési lehetőséget biztosított a Sapientia EMTE számára az Elektronikus Információszolgáltatás Nemzeti Programhoz (EISZ), amelynek használata, a mintegy 1500 tudományos szakmai folyóirat, a kutatói adatbázis jelentősen segíthetik az intézményben folyó tudományos és kutatói munkát.
- 2002. május 23. A román kormány határozatában engedélyezte újabb kilenc szak működését.
- 2002. október 10. Bevezették a normatív finanszírozási rendszert a Sapientia EMTE működési költségeinek fedezésére.
- 2002. december 6. Tonk Sándor rektor lett a Sapientia Alapítvány új kuratóriumának elnöke.
- 2003. augusztus 14-én elhunyt Tonk Sándor professzor, a Sapientia Alapítvány elnöke, a Sapientia EMTE első rektora.
- 2003. szeptember 4. Tonk Sándor elhunyta után Kató Bélát nevezték ki a Kuratórium új elnökének, majd a kuratórium kinevezte Szilágyi Pált a Sapientia EMTE rektori tisztségébe.
- 2004. szeptember 20. Csíkszeredában két különálló kar a Gazdaság- és Humántudományok Kar, valamint a Műszaki és Társadalomtudományi Kar jött létre.
- 2004. november 7. Marosvásárhelyen átadták a kar új épületét.
- 2005. július 1. A Sapientia EMTE első végzősei sikeresen záróvizsgáztak a Babeș–Bolyai Tudományegyetemen és a Bukaresti Egyetemen.
- 2006. október 2. A kuratórium kinevezte Dávid Lászlót az egyetem új rektorának, aki 2007. január 1-jén lépett hivatalba.
- 2008. július 8. Az egyetem szenátusa jóváhagyta az első kutatóközpontok létrehozását.
- 2009. június 19. A Sapientia EMTE kérvényezte az intézményi akkreditációt.
- 2011. szeptember 1. A román kormány elfogadta a Sapientia EMTE akkreditációjára vonatkozó törvénytervezetet.
- 2011. szeptember 19. A tizenegyedik tanévét megkezdő egyetemen, három helyszínen összesen 1959 diák kezdte el tanulmányait.
- 2011. december 6. A román szenátus megszavazta a Sapientia EMTE akkreditálásáról szóló törvénytervezetet. A román kormány azután terjesztette a törvényhozói testület elé a tervezetet, hogy a román felsőoktatás minőségellenőrző és akkreditációs bizottsága elismerte, hogy az egyetem, amely Kolozsváron, Csíkszeredában és Marosvásárhelyen működtet karokat, valamennyi minőségi követelménynek eleget tesz.
- 2012. február 15. A magyar kormány nemzetpolitikai tárcaközi bizottságának döntése értelmében a Sapientia EMTE felkerült a magyarság megmaradását és fejlődését szolgáló nemzeti jelentőségű intézmények listájára.
- 2012. február 28. A román képviselőház is megszavazta az egyetem akkreditálásáról szóló törvénytervezetet.
- 2012. március 29. Az egyetem az 58/2012-es törvénnyel megkapta az intézményi akkreditációt.[9]
- 2012 őszén megtartották az akkreditáció utáni választásokat. Az első választott rektor Dávid László, addigi megbízott rektor lett.[10]
- 2013 májusában a Romániai Felsőoktatási Minőségbiztosítási Hatóság (ARACIS) jóváhagyta az első két mesteri program indítását (informatika, kertészet).[11] Júniusban újabb mesteri szakokat hagytak jóvá (számítástechnika, mechatronika, fordító, biokémia, kommunikáció).[12]
- 2013. október 4-én ünnepélyes keretek között átadták a kolozsvári kar új, ötmillió euró összköltségű Tordai úti épületét.[13]

## Karok
2004 és 2015 között a következő karok működtek:
- Gazdaság- és Humántudományok Kar (Csíkszereda)  (dékán: Makó Zoltán)
- Műszaki és Társadalomtudományi Kar (Csíkszereda)  (dékán: Kósa István)
- Műszaki és Humántudományok Kar (Marosvásárhely – Az épület Koronka község területén fekszik.)  (dékán: Kelemen András)
- Természettudományi és Művészeti Kar (Kolozsvár)  (dékán: Tonk Márton)

A 2015/2016-os tanévtől az oktatás három karon történik:
- Csíkszeredai Kar (dékán: Makó Zoltán, 2017-től Lázár Ede[15])
- Kolozsvári Kar (dékán: Tonk Márton, 2021-től Szenkovics Dezső)
- Marosvásárhelyi Kar (sepsiszentgyörgyi kihelyett tagozattal) (dékán: Kelemen András, 2021-től Domokos József)

2023 tavaszán döntés született az önálló Sepsiszentgyörgyi Kar létrehozásáról, mely az eddigi kihelyett tagozat mellett az ősztől induló új szakokat is tartalmaz. Elnevezése: Élet- és Sporttudományi Kar, Sepsiszentgyörgy (Facultatea de Științe ale Vieții și Sport din Sfântu Gheorghe).
2023-tól: az oktatás négy karon történik: 
- Csíkszeredai Kar (dékán: Lázár Ede)
- Kolozsvári Kar (dékán: Szenkovics Dezső)
- Marosvásárhelyi Kar (dékán: Domokos József)
- Sepsiszentgyörgyi Kar (dékán: Náhlik András)

Dékánok 2025-től:
- Csíkszeredai Kar: Pap Levente
- Kolozsvári Kar: Szenkovics Dezső
- Marosvásárhelyi Kar: Domokos József
- Sepsiszentgyörgyi Kar: Náhlik András

## Képzési kínálat

### Alapképzés
A 2023/2024-es tanévben 4 oktatási helyszínen összesen 34 szak keretén belül indul alapképzés.

#### Kolozsvár

A kolozsvári kar 2013. október 4-én átadott új épülete

| Szak megnevezése                              | Indulási év | Megjegyzés                         |
| --------------------------------------------- | ----------- | ---------------------------------- |
| Filmművészet, fotóművészet, média             | 2003        |                                    |
| Jog                                           | 2010        |                                    |
| Környezettudomány                             | 2002        | 2002-2010 között Környezetföldrajz |
| Nemzetközi kapcsolatok és európai tanulmányok | 2004        |                                    |
| Táncművészet                                  | 2020        |                                    |

#### Marosvásárhely
| Szak megnevezése                                              | Indulási év | Megjegyzés                                                      |
| ------------------------------------------------------------- | ----------- | --------------------------------------------------------------- |
| Fordító és tolmács                                            | 2013        |                                                                 |
| Kertészmérnöki                                                | 2002        |                                                                 |
| Tájépítészet mérnöki                                          | 2012        |                                                                 |
| Kommunikáció és közkapcsolatok                                | 2002        |                                                                 |
| Közegészségügyi szolgáltatások és politikák                   | 2010        | Egészségügyi szakpolitikák és szolgáltatások (2010-2018 között) |
| Automatika és alkalmazott informatika mérnöki                 | 2001        |                                                                 |
| Gépészmérnöki                                                 | 2001        |                                                                 |
| Infokommunikációs hálózatok és rendszerek (Távközlés) mérnöki | 2009        |                                                                 |
| Informatika                                                   | 2001        |                                                                 |
| Mechatronika mérnöki                                          | 2001        |                                                                 |
| Számítástechnika mérnöki                                      | 2001        |                                                                 |
| Pedagógia (Szociálpedagógia szakirány)                        | 2001        | 2009-től nem indul új évfolyam                                  |

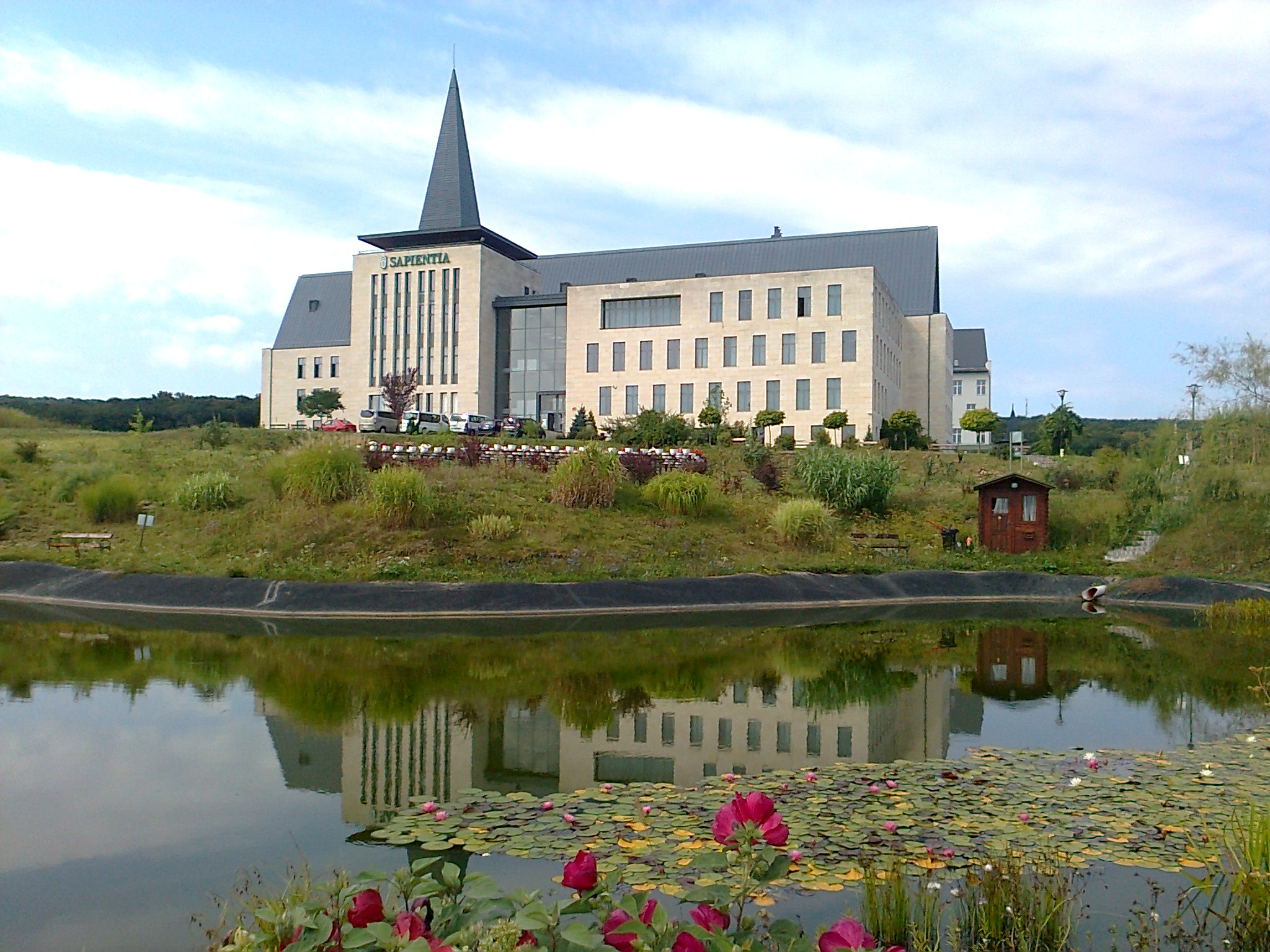
Az egyetem marosvásárhelyi épülete közelről
A marosvásárhelyi kar 2014-ben épült kollégiuma
A marosvásárhelyi épület bejárata
Bolyai János mellszobra a marosvásárhelyi karon (Berek Lajos műve)
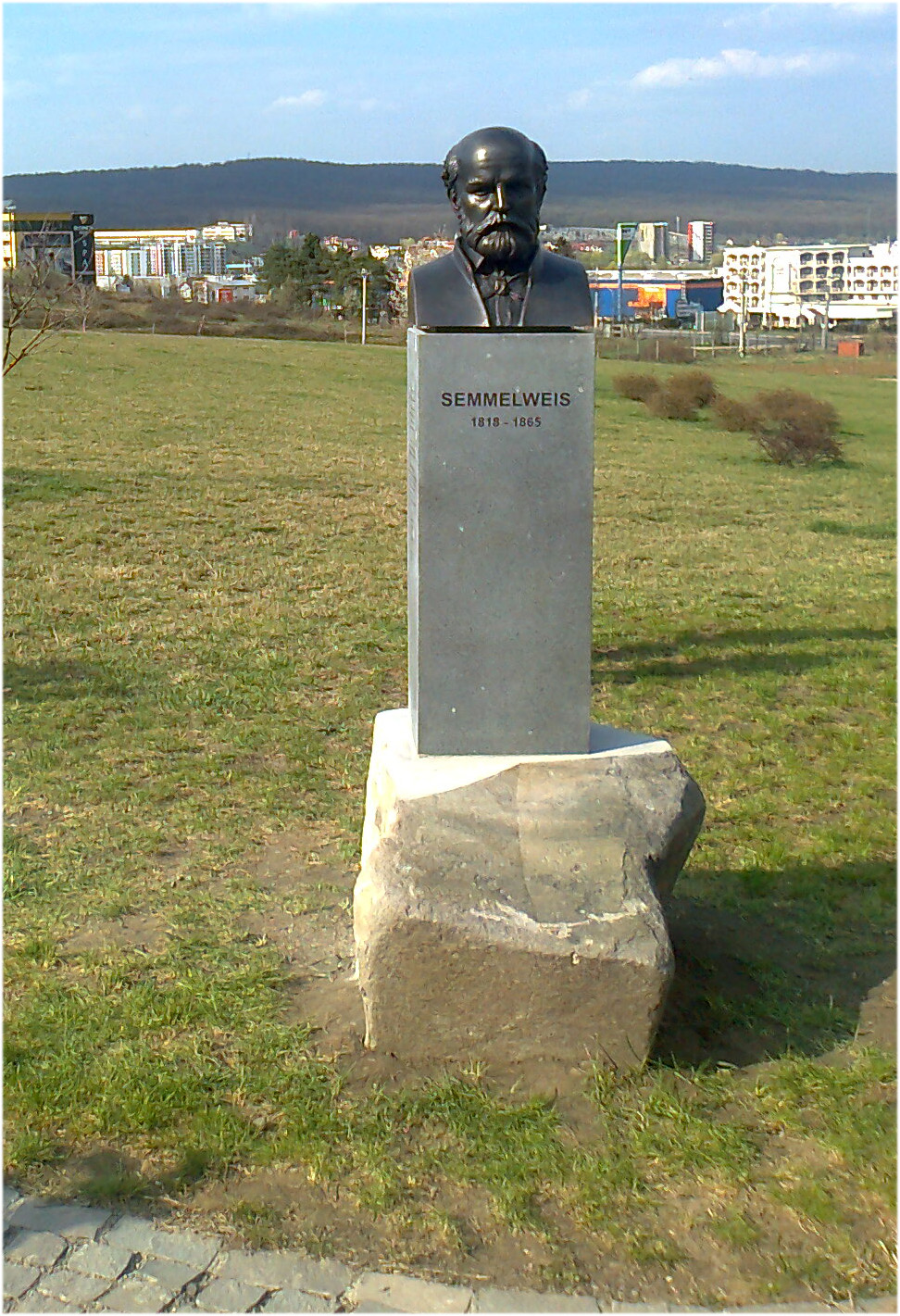
Semmelweis Ignác mellszobra a marosvásárhelyi karon (Polgár  Botond műve)

#### Csíkszereda

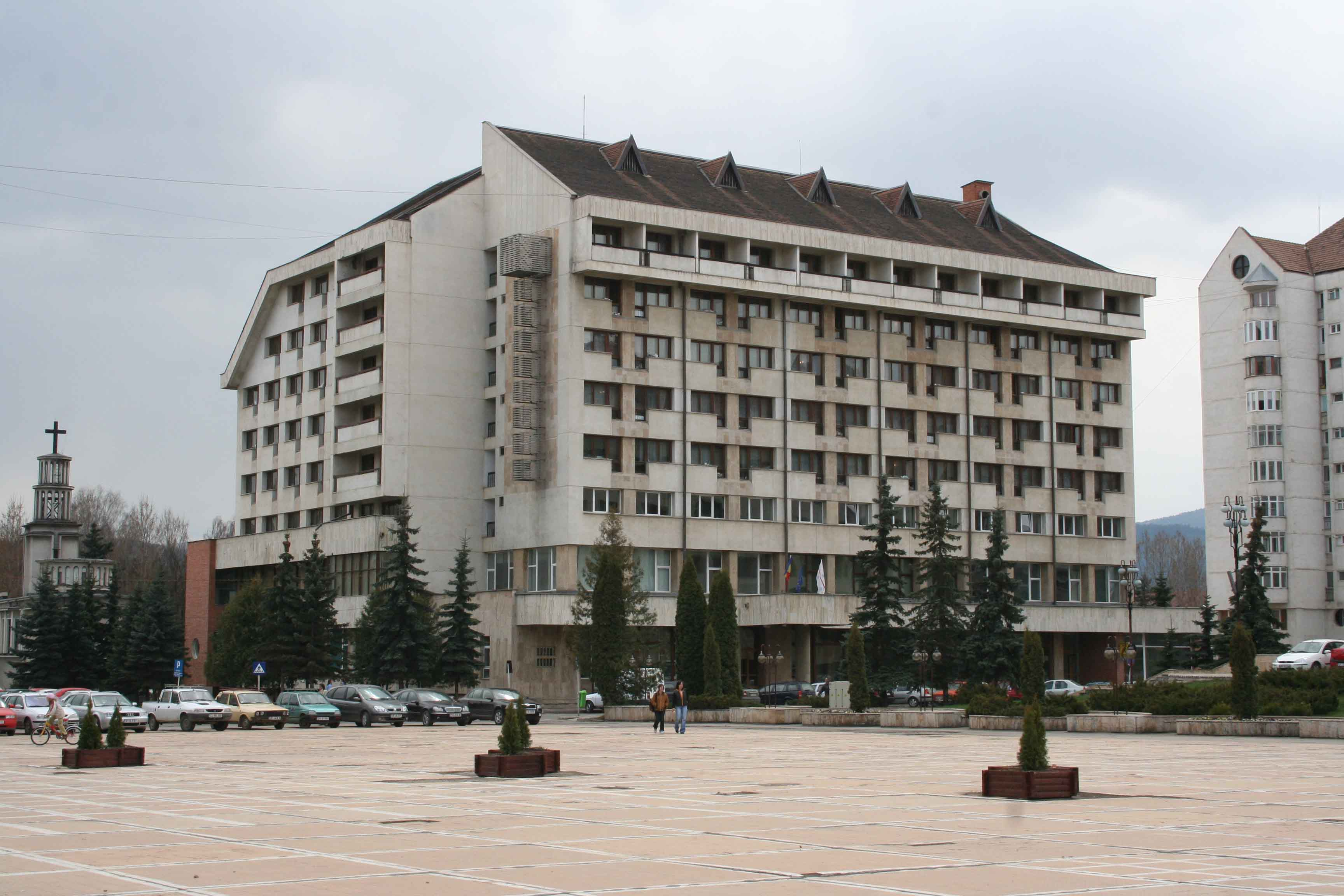
Az egyetem csíkszeredai épülete nyáron

| Szak megnevezése                                            | Indulási év | Megjegyzés                                                         |
| ----------------------------------------------------------- | ----------- | ------------------------------------------------------------------ |
| Humánerőforrás                                              | 2014        |                                                                    |
| Kommunikáció és PR                                          | 2010        |                                                                    |
| Szociológia                                                 | 2001        | (Vidékfejlesztés szakiránnyal)                                     |
| Élelmiszeripari mérnöki                                     | 2010        |                                                                    |
| Környezetmérnök                                             | 2010        |                                                                    |
| Környezetmérnök és élelmiszeripari mérnök                   | 2002        | 2010-ben különvált                                                 |
| Turisztikai mérnök-menedzser                                | 2010        | 2010-2017 között Közélelmezési és agroturisztikai mérnök-menedzser |
| Génsebészet                                                 | 2014        |                                                                    |
| Román nyelv és irodalom – angol nyelv és irodalom           | 2001        |                                                                    |
| Világ- és összehasonlító irodalom – angol nyelv és irodalom | 2010        |                                                                    |
| Agrár- és élelmiszeripari gazdaság                          | 2001        |                                                                    |
| Általános közgazdaság                                       | 2002        |                                                                    |
| Gazdasági informatika                                       | 2013        |                                                                    |
| Könyvelés és gazdálkodási informatika                       | 2001        |                                                                    |
| Marketing                                                   | 2010        |                                                                    |
| Sport és testnevelés                                        | 2024?       | 2023-ban még nem indul képzés                                      |

#### Sepsiszentgyörgy

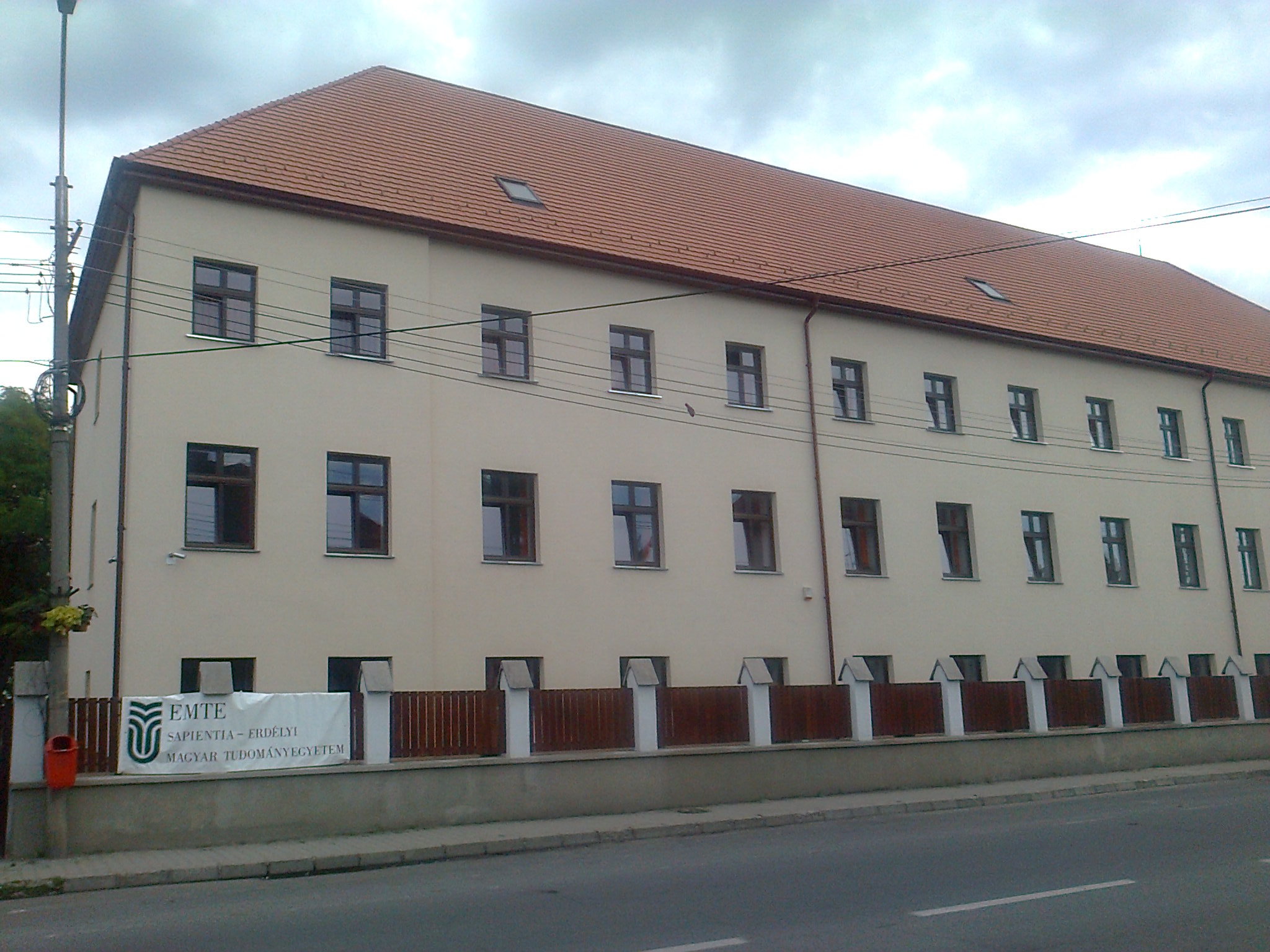
A sepsiszentgyörgyi Tanulmányi Központ épülete

| Szak megnevezése   | Indulási év | Megjegyzés |
| ------------------ | ----------- | ---------- |
| Agrármérnöki       | 2015        |            |
| Erdőmérnöki        | 2020        |            |
| Sport és edzőképző | 2023        |            |

### Mesterképzés
2009-től a Bolognai folyamat keretében az Egyetem lerövidítette a meglévő képzések időtartamát egy évvel, melyek az új rendszer szerinti alapképzésnek feleltek meg. Az oktatás kibővítése érdekében 2013-tól elindultak az első mesterképzés szakok, négy-négy félévre tervezve.

#### Kolozsvár
| Szak megnevezése                          | Indulási év | Megjegyzés |
| ----------------------------------------- | ----------- | ---------- |
| Diplomácia és interkulturális tanulmányok | 2014        |            |
| Filmtudomány                              | 2014        |            |
| Környezetvédelem és monitoring            | 2016        |            |
| Jogász életpályák                         | 2022        |            |

#### Marosvásárhely
| Szak megnevezése                   | Indulási év | Megjegyzés |
| ---------------------------------- | ----------- | ---------- |
| Fejlett mechatronikai rendszerek   | 2013        |            |
| Növényorvos                        | 2013        |            |
| Számítógépes irányítási rendszerek | 2013        |            |
| Szoftverfejlesztés                 | 2013        |            |

#### Csíkszereda
| Szak megnevezése                      | Indulási év | Megjegyzés |
| ------------------------------------- | ----------- | ---------- |
| Kommunikáció és közkapcsolatok        | 2013        |            |
| Fordító és tolmács                    | 2013        |            |
| Fenntartható biotechnológiák          | 2013        |            |
| Alkalmazott közgazdaságtan és pénzügy | 2013        |            |
| Vezetés és szervezés                  | 2010        |            |

### Tanárképzés
A pedagógiai képzések részben függetlenek az alap- illetve mesterképzésen zajló oktatástól. Az oktatás külön tanulmányi szerződés keretében, hétvégenként történik, melyet a Sapientia EMTE Tanárképző Intézete szervez.

### Doktori képzés
Az egyetem céljai között szerepel a teljes vertikumú képzési kínálat megvalósítása, de jelenleg még nem elérhető a doktori képzés.

## Rektorok
- Dr. Tonk Sándor (2000–2003)
- Dr. Szilágyi Pál (2003–2006)
- Dr. Dávid László (2007–2020) (2012-ig megbízott, 2012-től választott rektor)
- Dr. Tonk Márton (2021–2024, 2025–) (választott rektor)[22]

## Akkreditáció
Romániában 1993 óta kell akkreditáltatni a felsőoktatási intézményeket és szakokat.
Az akkreditációt a Romániai Felsőoktatási Minőségbiztosítási Hatóság (ARACIS) végzi. Új szak indításakor ideiglenes működési engedélyt kell kérni, majd miután három évfolyam elvégezte az illető szakot, lehet kérni annak az akkreditációját. Ha egy intézményben már van legalább három akkreditált szak, lehet kérni az intézményi akkreditációt. Minden akkreditáció öt évre szól, utána újra kell akkreditáltatni.
A Sapientia Erdélyi Magyar Tudományegyetem 2009-ben nyújtotta be kérelmét az intézményi akkreditációra. A hatóság által kijelölt 19 tagú bizottság 2010. április 14–16 között látogatta meg az egyetemet, és végezte el a felmérést.
A szokás szerint öt, már akkreditált szakot ismét átvizsgáltak, felmértek. Ezek a következők voltak: általános közgazdaság, román-angol, szociológia (Csíkszereda), informatika, valamint automatizálás és alkalmazott informatika (Marosvásárhely).
A bizottság három jelentést készített: egyet az elnök, egyet a diákképviselők és egyet a bizottság külföldi tagja. Mindhárom jelentés javasolta az egyetem akkreditációját. Winfried Müller (Klagenfurti Egyetem, Ausztria), aki az EUA (European University Association) részéről vett részt a bizottságban, jelentésében azt írta, hogy kicsit szkeptikusan fogott hozzá a munkához, de a helyszínen tett látogatása mindent kétségét eloszlatta. Szerinte minőségi szempontból a Sapientia EMTE a Babeș–Bolyai Egyetemmel való összehasonlításban is megállja a helyét.
Az akkreditációs hatóság 2010. július 22-i ülésén javasolta az egyetem akkreditációjának megadását. Ezt követően, 2011. szeptember 1-jén a román kormány elfogadta a Sapientia EMTE akkreditációjára vonatkozó törvénytervezetet. 2011. december 6-án a román szenátus, majd 2012. február 28-án a román képviselőház is megszavazta az egyetem akkreditálásáról szóló törvénytervezetet. Ennek következményeként 2012. március 29-i dátummal az egyetem az 58/2012-es törvény alapján megkapta az intézményi akkreditációt. (A törvény megjelent Románia Hivatalos Közlönyében, 180. (XXIV.) kötet, 222 sz. I. rész, 2012. ápr. 3.)

## Az Egyetem kiadója
Az Egyetemen született tudományos munkákat illetve tankönyveket és jegyzeteket a Scientia Kiadó jelenteti meg, amely 2001-ben jött létre ezzel a céllal. A Kiadót a romániai Nemzeti Felsőoktatási és Kutatási Tanács is elismerte..

## Az Egyetem szakfolyóirata
Az Egyetem 2008-tól Acta Universitatis Sapientiae néven több sorozatból álló angol nyelvű szakfolyóiratot jelentet meg.

## Külső hivatkozások
- Az Egyetem honlapja
- A marosvásárhelyi Műszaki és Humántudományok Kar honlapja
- A csíkszeredai Karok honlapja
- A kolozsvári Természettudományi és Művészeti Kar honlapja
- A marosvásárhelyi Kommunikáció és közkapcsolatok szak honlapja
- A marosvásárhelyi Kertészmérnöki Tanszék blogja
- A Scientia Kiadó honlapja
- Az Acta Universitatis Sapientiae honlapja
- Az egyetemalapítással kapcsolatos szakmai vita a Magyar Kisebbség c. folyóiratban